# Christophe-Jacques de Sévigné
Pour les articles homonymes, voir Famille de Sévigné.
Christophe-Jacques de Sévigné (22 février 1642, Rennes), est un navigateur français. Pour se distinguer l'un de l'autre, Christophe-Jacques de Sévigné prenait le titre de chevalier de Monmoron, et son frère Jacques-Christophe celui de chevalier de Sévigné.

## Origine
Il est né le 22 février 1642 et baptisé le 25 juin 1645 dans l'église Saint-Étienne de Rennes. Il est le fils de Renaud de Sévigné et de Gabrielle du Bellay.

## Biographie
Comme son demi-frère Gabriel, et son frère Jacques-Christophe, il entre dans la marine. Il obtient sa nomination au grade d'enseigne de vaisseau en 1666. Comme son frère, il est à Brest au commencement de l'année 1671. Il en est de même en 1671.

### Guerre de Hollande
En 1672, lors de la Guerre de Hollande, le sieur de Montmoron est enseigne à bord du Rubis, vaisseau de 3e rang, armé de 48 canons, fort de 310 hommes et commandé par Louis Le Roux d'Infreville.  Il participe à la Bataille de Solebay. Au retour de cette campagne, Christophe-Jacques de Sévigné et son frère étaient revenus à Brest. Au commencement de mars 1673, les deux frères de Sévigné deviennent, à quelques jours d'intervalle, promus l'un comme l'autre au grade de lieutenant. Christophe-Jacques est appelé sur le Téméraire où il retrouve comme capitaine Louis Le Roux d'Infreville. En 1674, il est attaché au port de Brest. En 1675, il prend part à plusieurs expéditions sur mer.
Pendant l'hiver de 1676 à 1677, il est à l'expédition de Cayenne. Au printemps de 1678, il est lieutenant sur le Bon, et participe à la victoire de François Louis Rousselet de Châteaurenault sur une escadre hollandaise chargée de porter des secours à Messine. Il est nommé capitaine de vaisseau le 29 janvier 1680.

### Campagnes maritimes
En 1684 et en 1686, il commande en second, le Cheval marin. Dans le testament de son demi-frère René-François, il est indiqué comme presque toujours en mer pour le service et sur les vaisseaux du Roy. Il hérite de ce dernier du château du Coudray, et du Manoir du Vauberger. 
Envoyé au commencement de 1688 du port de Toulon au port de Brest, il est retenu à Brest par son nouveau service jusqu'au mois de juin. Les deux frères se rendent dans leurs terres du Coudray à partir de juin, et y passent l'été. Christophe-Jacques reprend son service à Brest en octobre 1688.

### Guerre de la Ligue d'Augsbourg
En 1689, il est nommé capitaine en second du Glorieux, commandé par Joseph Andrault de Langeron lors de la Guerre de la Ligue d'Augsbourg.
Au mois de septembre 1689, il reçoit le commandement du Sage. Son vaisseau est désigné pour faire partie de l'escadre de dix  vaisseaux que Ferdinand de Relingue devait emmener à Dunkerque pour de là tenir la mer pendant tout l'hiver et croiser dans la Manche.
Le 24 mars 1690, il reçoit le commandement du Palmier. Il contient 206 hommes et 34 canons. Dans les derniers jours 
de juin, il doit abandonner le commandement du vaisseau Le Palmier pour prendre celui de la frégate la Vipère.
Pendant que son frère contribuait ainsi à la Bataille du cap Béveziers, il prend part lui aussi, bien que sur un autre théâtre aux opérations navales de cette même campagne. Destiné d'abord à servir dans la flotte d'Anne Hilarion de Costentin de Tourville avec son vaisseau le Palmier, il est laissé dans la rade de Brest pour y commander quatre vaisseaux, y compris le sien et qui ne devaient rejoindre la flotte qu'un peu plus tard.
La flotte, gênée par le mauvais temps et les vents contraires, après quelques jours de navigation dans l'Océan et dans la Manche, avait été obligée de revenir à Brest pour s'y mettre à l'abri dans la rade ; 
puis le 23, elle s'était remine définitivement en mer. Mais en dépit des ordres pressants du ministre, les vaisseaux du sieur Montmoron étaient encore loin d'étre prêts, ce qui obligea leur commandant à assister, à son grand regret, au départ de la flotte de Tourville, sans pouvoir la suivre.
Il est donc déchargé du commandement du Palmier pour prendre celui de la Vipère qui devait faire partie d'une escadre placée sous les ordres de Job Forant à qui le Roi venait de confier la double mission, d'abord d'escorter jusqu'en Irlande un convoi de ravitaillement puis de croiser dans la Manche de Saint-Georges. Monté sur le Palmier, Forant quitte Brest avec une partie de son escadre vers le 12 juillet et, arrive au bout de quelques jours à Kinsale. Il n'a pu emmener avec lui la Vipère et quelques autres frégates qui, faute sans doute d'un équipement suffisant, étaient toujours à Brest. Une fois arrivé à Kinsale, Forant devant presque aussitôt repartir pour Limerick, écrit au ministre Jean-Baptiste Colbert de Seignelay pour le supplier d'ordonner que le sieur de Montmoron, avec les autres frégates qu'il avait laissées à Brest vint aussi le ce rejoindre dans ce pays.
À la suite des événements qui venaient de se passer en Irlande, et avaient nécessité la transformation de l'escadre de Forant en une véritable flotte par l'adjonction de nouveaux vaisseaux, le commandement de l'expédition était passé à Louis Le Roux d'Infreville, sous lequel sert de Sévigné. La Vipère est un des bateaux qui arrivent à Limerick vers la fin d'août.
Christophe-Jacques de Sévigné et son frère semblent avoir pris part l'un comme l'autre aux diverses opérations maritimes en 1691: Christophe-Jacques est sur le Terrible où, sous le sieur de Vaudricourt, capitaine en premier, il remplit les fonctions de capitaine en second. Le Terrible est au nombre des vaisseaux désignés en août pour l'escadre de François Louis Rousselet de Châteaurenault qui doit retourner en Irlande. Le bateau est désarmé à Brest fin septembre. Le 27 août précédent, le « sieur de Sévigné-Monmoron » est déjà comme capitaine en second du Vermandois dont le capitaine en premier est le sieur de Vaudricourt.
Désigné de son côté dès le mois de janvier 1692 pour faire les fonctions de capitaine en second sur le Conquérant sous Pierre Guérusseau du Magnou, capitaine en premier, Christophe-Jacques de Sévigné se trouve placé dans la seconde escadre de Brest commandée directement par Anne Hilarion de Costentin de Tourville. Il participe à la Bataille de la Hougue.

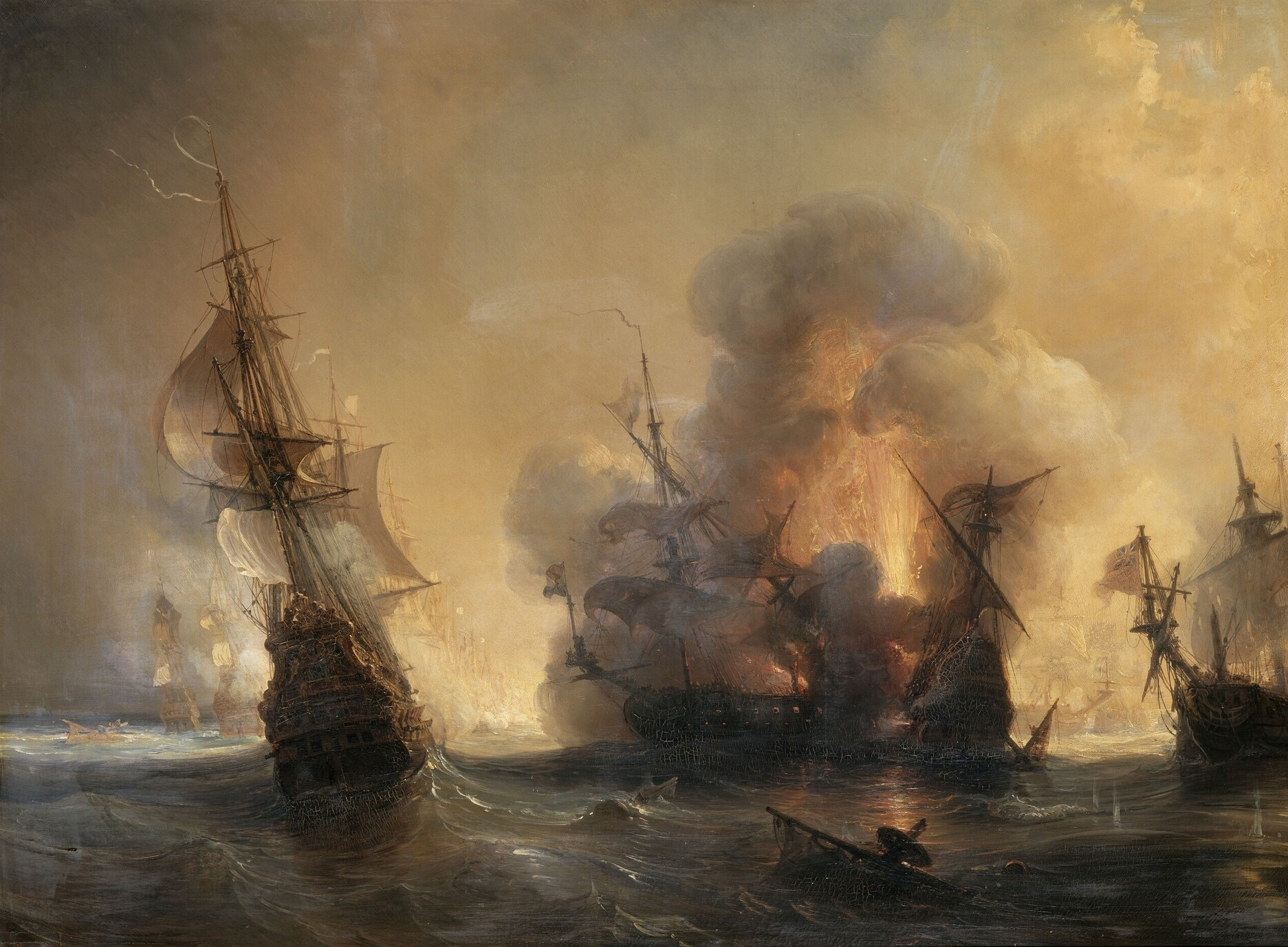
Bataille de Lagos, huile sur toile de Théodore Gudin

En 1693, après un passage au Château du Coudray, il est choisi par le Roi pour servir en qualité de capitaine en second sur le Brillant, commandé par le commandeur de Combes. Le Brillant fait partie de l'expédition dirigée par Tourville, qui mène à la Bataille de Lagos.
Une fois les deux flottes réunies après la Bataille de Lagos, Tourville prend le commandement suprême, et effectue un remaniement dans la composition des escadres : Christophe-Jacques de Sévigné, avec son vaisseau le Brillant prend place directement dans la division et dans l'escadre de Tourville, pour être désarmé à Brest. En 1694, Christophe-Jacques de Sévigné ne reçoit 
aucun commandement actif. Il semble être resté à Brest, qui au mois de juin, sous les ordres de Langeron est défendue contre les Anglais. Il sert en 1695 sur le port de Brest.

## Sources
- Bulletin de la Commission historique et archéologique de la Mayenne, 1903
- « Christophe-Jacques de Sévigné », dans Alphonse-Victor Angot et Ferdinand Gaugain, Dictionnaire historique, topographique et biographique de la Mayenne, Laval, A. Goupil, 1900-1910 [détail des éditions] (BNF 34106789, présentation en ligne)